# Desná
 Desná  (in tedesco Dessendorf) è una città della Repubblica Ceca facente parte del distretto di Jablonec nad Nisou, nella regione di Liberec.